# Liuzhou
Liuzhou léase Liú-Zhóu (en Zhuang: Liujcouh, chino: 柳州市, Pinyin: Liǔzhōu shì) es una ciudad-prefectura en el centro de la región autónoma de Guangxi, en la región autónoma de Guangxi, República Popular China. Se ubica aproximadamente a unos 250 kilómetros de Nanning, la capital de la región autónoma. La ciudad está atravesada por el río Liu (el río Sauce), que a su paso por Liuzhou lleva unas aguas transparentes por lo que es tradición nadar en este río. Su población urbana es unos 1,5 millones en el año 2010.
Liuzhou tiene más de 2100 años de historia. Se fundó en 111 a. C., cuando entraban las personas septentrionales a esta zona antiguamente de las personas de Baiyue.
 Es muy importante para la zona meridional del país, sobre todo por la comunicación. Esta ciudad ha sido desde la antigüedad el nudo que conecta las provincias chinas de Guizhou (por el Río de Nanpang, hacia el suroeste de China), Hunan (por el Canal de Gui-Liu, y el Canal de Lingqu, hacia el norte de China), Cantón (en el este) y sureste de Asia.
Liuzhou es famosa por su industria. Junto con Pekín y Shanghái,son las tres ciudades llegaron a producir 1 millón de coches por año en 2009. La industria pesada de maquinaria, la manufacturera automovilística la fundición siderúrgica son tres sectores pilares de la ciudad.

## Administración
La ciudad prefectura de Liuzhou se divide en 4 distritos urbanos y 6 condados rurales:
- Distrito Chengzhong  (Centro administrativo)
- Distrito Yufeng (Distrito de la Colina Yufeng)
- Distrito Liubei (Distrito del Norte de Liuzhou)
- Distrito Liunan (Distrito del Sur de Liuzhou)
- Condado Liǔchéng (Condado de la Ciudad de Sause)
- Condado Liujiang (Condado de Río de Sauce)
- Condado Luzhai (Condado Fortaleza de Ciervo)
- Condado Róng'ān (Condado de Paciencia de Río de Rong)
- Condado autónomo Rongshui (Condado de Fluidificación)
- Condado autónomo Sanjiang (Condado de Tres Ríos)

## Historia

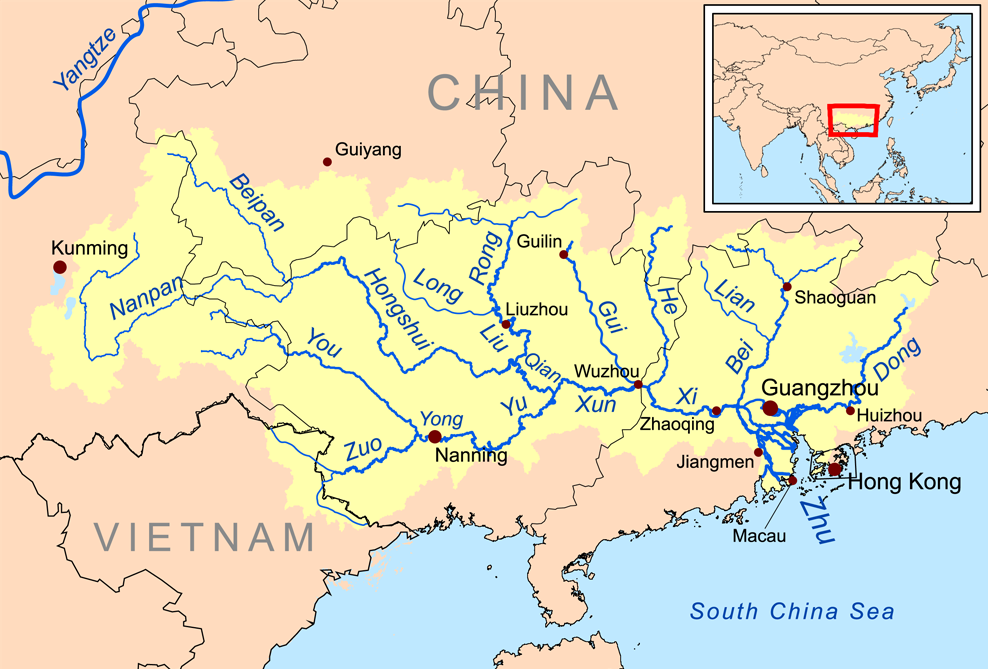
Mapa de la cuenca del río Perla en el que aparece Liuzhou

Liuzhou tiene una historia de más de 2100 años. La ciudad fue fundada en el 111 a. C. cuando era conocida como Tanzhong (lugar de agua profunda).
La figura histórica más famosa fue el escritor Liu Zongyuan (773 - 819) que, junto a Han Yu, fue el promotor de la vuelta a una prosa depurada; sus ensayos y poesías están cargados de pesimismo. Tiene un monumento en el parque de la ciudad.
Durante la Segunda Guerra Mundial, Liuzhou fue capturada por los japoneses en 1944, durante la batalla de Guilín-Liuzhou.

## Cultura
- Esta ciudad es famosa por su gran cantidad de piedras extraordinarias; la enriqueció mucho, y a principios de la década de los 80 se la conocía con ese sobrenombre, la ciudad de piedras extraordinarias.

- Es también famosa por sus "féretros". Hay un dicho que dice así: "Juega en Hangzhou, viste en Suzhou, come en Cantón, muere en Liuzhou". Esta fama en la construcción de ataúdes proviene de la utilización de una madera especial que se dice que preserva los cuerpos después de la muerte, que sea famosa desde la Dinastía de Song del Sur.

## Clima

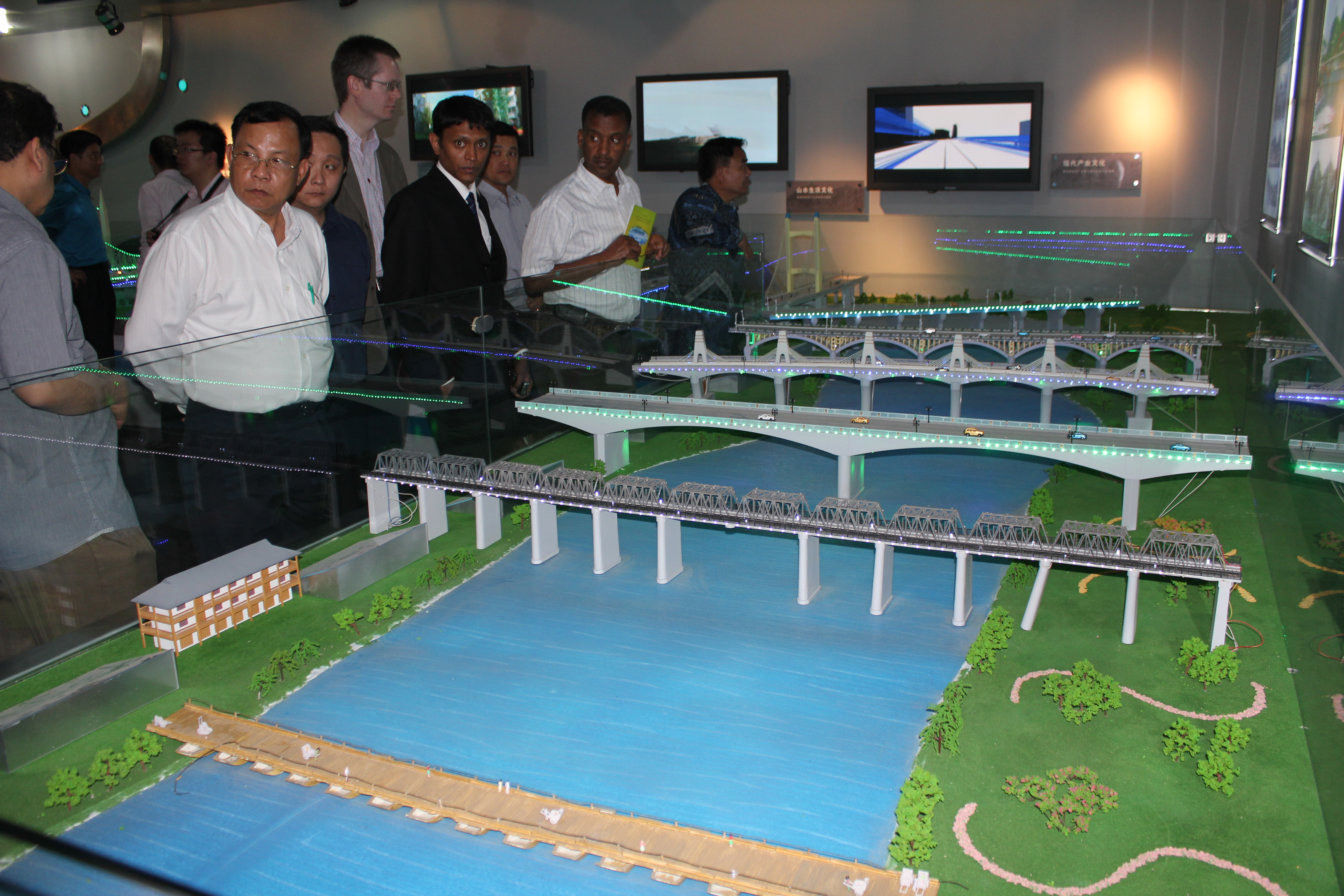
Modelos de Puentes de Liuzhou 1, desde Pontón

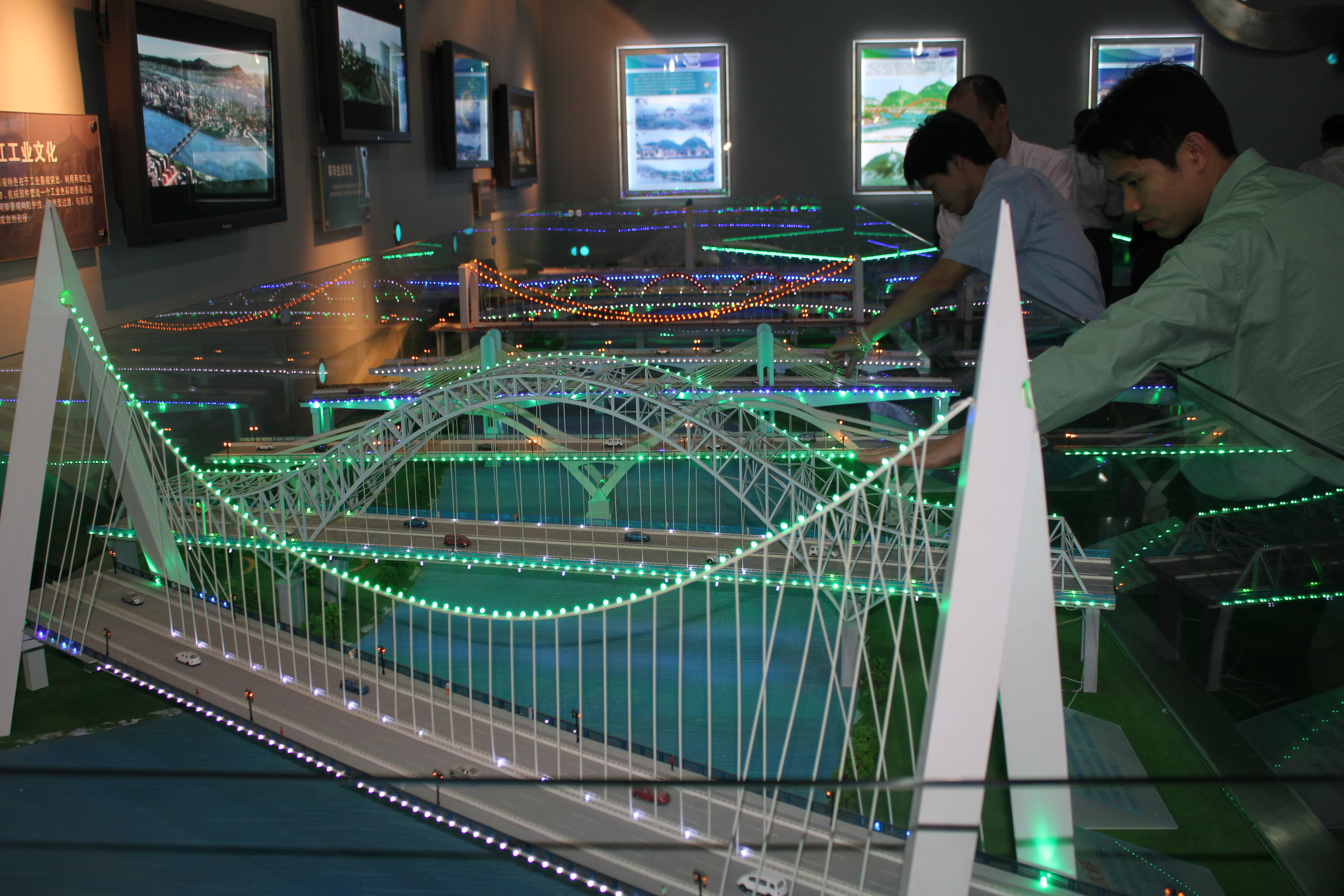
Modelos de Puentes de Liuzhou 2 - Puentes Recientes

| Parámetros climáticos promedio de Liuzhou (1971−2000) | Parámetros climáticos promedio de Liuzhou (1971−2000) | Parámetros climáticos promedio de Liuzhou (1971−2000) | Parámetros climáticos promedio de Liuzhou (1971−2000) | Parámetros climáticos promedio de Liuzhou (1971−2000) | Parámetros climáticos promedio de Liuzhou (1971−2000) | Parámetros climáticos promedio de Liuzhou (1971−2000) | Parámetros climáticos promedio de Liuzhou (1971−2000) | Parámetros climáticos promedio de Liuzhou (1971−2000) | Parámetros climáticos promedio de Liuzhou (1971−2000) | Parámetros climáticos promedio de Liuzhou (1971−2000) | Parámetros climáticos promedio de Liuzhou (1971−2000) | Parámetros climáticos promedio de Liuzhou (1971−2000) | Parámetros climáticos promedio de Liuzhou (1971−2000) |
| Mes                                                   | Ene.                                                  | Feb.                                                  | Mar.                                                  | Abr.                                                  | May.                                                  | Jun.                                                  | Jul.                                                  | Ago.                                                  | Sep.                                                  | Oct.                                                  | Nov.                                                  | Dic.                                                  | Anual                                                 |
| ----------------------------------------------------- | ----------------------------------------------------- | ----------------------------------------------------- | ----------------------------------------------------- | ----------------------------------------------------- | ----------------------------------------------------- | ----------------------------------------------------- | ----------------------------------------------------- | ----------------------------------------------------- | ----------------------------------------------------- | ----------------------------------------------------- | ----------------------------------------------------- | ----------------------------------------------------- | ----------------------------------------------------- |
| Temp. máx. media (°C)                                 | 14.2                                                  | 15.5                                                  | 19.0                                                  | 24.8                                                  | 29.1                                                  | 31.7                                                  | 33.3                                                  | 33.5                                                  | 31.7                                                  | 27.7                                                  | 22.4                                                  | 17.7                                                  | 25.1                                                  |
| Temp. mín. media (°C)                                 | 7.7                                                   | 9.4                                                   | 12.7                                                  | 17.9                                                  | 21.6                                                  | 24.5                                                  | 25.6                                                  | 25.4                                                  | 23.4                                                  | 19.1                                                  | 13.9                                                  | 9.5                                                   | 17.6                                                  |
| Precipitación total (mm)                              | 47.2                                                  | 57.9                                                  | 87.9                                                  | 149.8                                                 | 244.4                                                 | 238.3                                                 | 194.3                                                 | 177.0                                                 | 66.0                                                  | 68.4                                                  | 50.2                                                  | 33.8                                                  | 1415.2                                                |
| Días de precipitaciones (≥ 0.1 mm)                    | 13.4                                                  | 14.2                                                  | 16.6                                                  | 17.0                                                  | 17.0                                                  | 16.0                                                  | 15.4                                                  | 14.4                                                  | 8.8                                                   | 8.8                                                   | 7.5                                                   | 7.2                                                   | 156.3                                                 |
| Fuente: Weather China                                 |                                                       |                                                       |                                                       |                                                       |                                                       |                                                       |                                                       |                                                       |                                                       |                                                       |                                                       |                                                       |                                                       |

## Puentes de la Ciudad
En el año 2010, la ciudad tiene 14 puentes grandes arriba del río Sauce:
- Puente del Río Sauce del Ferrocarril de Xiang - Gui (Chino:湘桂线柳江特大桥, Pinyin：xiāng guì xiàn liǔ jiāng tè dà qiáo, Inglés：Xiang - Gui Railway - Willow River Bridge): Construcción: 1939－1940，Reconstrucción: Acabó en 1950-08-30.

- Puente del Río Sauce (Chino: 柳江大桥, Pinyin: liǔ jiāng dà qiáo, Inglés：Willow River Bridge）：Construido entre 1966－1968.

- Puente de Este de Río (Chino: 河东大桥, Pinyin: hé dōng dà qiáo，Inglés：River East Bridge）：Construido en 1984, Longitud: 776．6m.

- Puente de Este Olla (Chino: 壶东大桥, Pinyin: hé dōng dà qiáo, Inglés：Pot East Bridge）：Construido en 1986, Puente Principal: 694.65m.

- Puente de Orquídea Tranquila (Chino: 静兰桥, Pinyin: jìng lán qiáo, Inglés：Quiet Orchid Bridge）：Construido entre 1990年－1992, Longitud: 551.32m.

- Puente de Amabilidad (Chino: 文惠桥, Pinyin: wén huì qiáo, Inglés：Kindness Bridge）：Construido entre 1993年－1994, Longitud: 587m.

- Puente Oeste Olla (Chino: 壶西大桥, Pinyin: hú xī dà qiáo, Inglés：Pot West Bridge）：Construido entre 1994, Longitud: 700m.

- Puente Luo-Wei (Chino: 洛维大桥, Pinyin: luò wéi dà qiáo, Inglés：Luo Wei Bridge）：Construido entre 1996－1998. Longitud de estructura de acero continua: 80m+125m+80m.

- Puente de Prosperidad Cultural (Chino: 文昌大桥, Pinyin: wén chāng dà qiáo, Inglés：Cultural Prosperity Bridge）：Construido entre 2003－2004. Longitud: 1713m. Puente Principal: 583m, Ancho: 29.5m.

- Puente de Puesta de Sol Rosa (Chino: 红光桥, Pinyin: hóng guāng qiáo, Inglés：Rosy Sunset Bridge）：Construido entre 2002－2004, Longitud: 1040m.

- Puente de Doble Torres (Chino: 双冲桥, Pinyin: shuāng chōng qiáo, Inglés：Dual Tower Bridge）：Construido entre 2002－2004, Longitud: 4088m.

- Puente de Sol Suave (Chino: 阳和大桥, Pinyin: yáng hé dà qiáo, Inglés：Warm Sunshine Bridge）：Construido entre 2003－2004, Puente Principal:575m, Ancho: 30.5m.

- Puente del Río Tripuertas (Chino: 三门江大桥, Pinyin: sān mén jiāng dà qiáo, Inglés：Trigate River Bridge）：Construido entre 2003－2004. Puente Principal:360m, Ancho:41m.

- Puente del Cordillera de Gama (Chino: 螺丝岭大桥, Pinyin: luó sī lǐng dà qiáo, Inglés：Winkles Mountain Range Bridge）：Construido en 2005.

- Puente del Río Perdiz (Chino: 鹧鸪江大桥, Pinyin: zhè gū jiāng dà qiáo, Inglés：Partridge River Bridge）：En construcción.

- Puente de Rocío Blanco (Chino: 白露大桥, Pinyin: bái lù dà qiáo, Inglés：White Dew Bridge）：En construcción.

- Puente de Elegancia (Chino: 广雅大桥, Pinyin:guǎng yǎ dà qiáo, Inglés：Great Elegant Bridge）：En construcción.

- Puente de Ferrocarriles doble del Río Sauce (Chino: 柳江双线特大桥, Pinyin: liǔ jiāng shuāng xiàn tè dà qiáo, Inglés：Willow River Double Line Great Bridge）：En construcción.

## Aeropuerto
El aeropuerto principal de la ciudad es el Liuzhou Bailian (柳州白莲机场) funciona tanto para civiles y militares.

## Ciudades hermanas
Liuzhou está hermanada con:
- Muntinlupa.
- Cincinnati.
- Passau.
- Bandung.
- Pekanbaru.